# Relicanthus daphneae
Relicanthus daphneae (Syn.: Boloceroides daphneae) ist ein großes, solitär lebendes, seeanemonenähnliches Blumentier, das in Tiefen von 2400 bis 2650 Metern auf dem Ostpazifischen Rücken vorkommt und 2006 beschrieben wurde.

## Merkmale
Relicanthus daphneae ist außergewöhnlich groß, hat einen rosafarbenen zylindrischen Körper, der einen Durchmesser von 25 cm bis einen Meter erreichen kann und zahlreiche, weißliche, leicht abfallende und bis zu zwei Meter lang werdende dünne Tentakel. Neben der Größe unterscheidet sich Relicanthus daphneae durch das Vorhandensein einer ektodermalen Längsmuskulatur von allen Tiefseeseeanemonen. Der Körper ist durch insgesamt 24 Mesenterien gegliedert. Die Muskeln der Mesenterien sind wenig entwickelt. Die Spirocysten, das sind Nesselzellen, bei denen der Nesselschlauch spiralig aufgerollt und mit Klebefäden anstatt Dornen besetzt ist, sind deutlich größer als die aller anderen Tiefseearten und gehören zu den größten unter allen Nesseltieren.

## Systematik
Relicanthus daphneae wurde 2006 beschrieben und zunächst der Gattung Boloceroides (Familie Boloceroididae) in der Ordnung der Seeanemonen (Actiniaria) zugeordnet. Die anderen Arten der Gattung Boloceroides sind jedoch eher klein und kommen an warmen Meeresküsten vor. Eine phylogenetische Untersuchung aus dem Jahr 2014, bei der zwei Gene mitochondrialer DNA und drei Gene aus dem Zellkern von 123 verschiedenen Seeanemonenarten miteinander verglichen wurden, zeigt jedoch, dass die Art keine Seeanemone ist, sondern als Schwestergruppe der Krustenanemonen (Zoanthidea) einzustufen ist. Für die Art wurde deshalb die neue Gattung Relicanthus (von lat. relictum; „zurückgelegt“, „abgelegt“, „zurückgelassen“) und die Familie Relicanthidae aufgestellt, die bis zur möglichen Entdeckung weiterer Arten monotypisch sind.